# 高内秀剛
高内秀剛（たかうち しゅうごう、1937年（昭和12年）10月17日 - ）とは、栃木県芳賀郡益子町の陶芸家。
窯の名称は「百童窯」。
大胆かつ力強く豪快で荒っぽい作風を持ち、織部や志野を中心とした釉薬使いと、そして独特な造りの手桶と手付鉢で知られ、その独特な織部釉作品は「高内織部」と呼ばれている。

## 経歴

### 生い立ち
1937年（昭和12年）10月17日、東京都に生まれる。
東京都立文京高等学校時代には、3年間ずっと同じクラスの同級生であり、高内とは無二の親友となり長い付き合いとなる、後に版画家となり東京芸術大学名誉教授となる中林忠良と同じ美術部に入部し、代替わりを契機として2人で共に「活気溢れる新しい美術部」を作った。高内と中林は共に芸大を志望し部室に籠もり、見様見真似で油絵を描いたり石膏デッサンをしたり、また文学部や演劇部にも参加し、色んな仲間たちと共に青春を謳歌した。
文京高校を卒業後、芸大の図案科を目指したが、一度だけの挑戦で諦めざるを得なくなり挫折した。グラフィック・デザイン社を経て仕方なく東京中央郵便局に窓口担当としてそろばんを弾きながら勤務し、阿佐ヶ谷美術学園（現在の阿佐ヶ谷美術専門学校）に通った。

### 益子と陶芸との出会い
中央郵便局での三交替制の勤務の合間に美術学園に通い油彩を学んでも満足出来なかった高内は、3、4年経った頃、中林に誘われるままに、たったの1日、物見遊山のつもりで益子を訪れた。
益子焼の様々な窯元や民芸店を回るうちに、「俺がやりたかった仕事はこれではないか？」と心が動かされた。帰りの真岡線の電車の中で高内は中林に「指先に土の感触が残っている」とポツリと呟いた。中林はその呟きを鮮明に覚えている。これが高内の深いところでの「土との出会い」となった。
そして郵便局で陶芸家になるための資金作りをしながら益子へ通い始め、「江川製陶所」で陶芸の基礎である蹴轆轤の扱い方を、職人たちの見様見真似で習った。
そして郵便局に勤めてから11年経った1968年（昭和43年）の暮れに、必死の思いで貯めた60万円を手に益子町北郷谷に築窯し、「子どもが100人くらい集まったような騒々しさや賑やかさ、そしてもっと欲深くエネルギッシュに作陶する」という願望を込めて「百童窯」と命名し、益子の住人となった。
プレハブで周りを囲んだ小さな窯だった。経済的にもとても苦しかった。しかしそれでも念願の窯を持つことが出来て何でも出来るような気がした。必ずいい物を作る、という意欲で益子での日々を楽しく過ごした。
美術学校も出ずに師匠も持たず、独学だった。何もないからやりたいことを自由にやった。それでも敢えて言うなら「見る人出会う人、周りの人々が皆、師匠」であり、益子の中からでも外からでもどんなことでも吸収し、「益子の枠」にとらわれない作陶活動を続けた。
昔から何故か大きな物を作るのが好きで、壺や大皿などの大物作りに誰にも負けないぞ、という意気込みと共にこだわった。一つの粘土の塊から一気に豪快に仕上げていく。その一方で轆轤での繊細な細工にもこだわった。そして食卓で用いる食器や抹茶茶碗などの小物も手掛ける。
また益子焼の伝統釉である黒釉、柿釉、灰釉を用いて、赤絵も手掛けた。しかし益子焼追求していくと、どうしても「濱田庄司という存在」に突き当たってしまう、と思うようになった。そのうちに「益子焼だけが焼き物じゃない」と考えるようになり、そして若い人が育って欲しい、と願いながらも、益子焼から、そして民藝から離れていった。
そして自由でありやりたい放題であり、「なんでもあり」と感じた「織部」に傾倒していった。志野や黄瀬戸や瀬戸黒：引出黒、そして緑色の織部釉である青織部を使い始め、技法も志野焼や瀬戸焼、そして織部焼へと傾倒していった。
その究極の形が鳥の姿から着想を得た独特の形をした一連の「手桶」作品であり、「織部手桶」と呼んでいるダイナミックな織部焼を追求している。
そしてその独特な織部釉作品はいつしか「高内織部」と呼ばれるようになった。

## 家族
娘に父と同じく益子町で陶芸を中心とした創作活動を行う高内陽彩がいる。

## 弟子
- 饗庭孝昌[46][47]
- 岡本芳久[46][48][49][50]
- 川島郁朗[51]
- 鈴木稔
- 西山奈津[52][53]
- 馬場由知子[54][55]
- 宮田竜司[56][57]
- 吉川康子

## 関連文献
- 高内秀剛 作 著、下野新聞社 編『高内秀剛』下野新聞社〈躍動する栃木の陶芸〉、1996年9月1日。国立国会図書館サーチ：R100000002-I000002444187。